# Обробка підземних маркшейдерських мереж
Обробка підземних маркшейдерських мереж — комплекс обчислювальних перетворень результатів кутових і лінійних вимірювань, виконуваних з метою одержання надійних значень просторових координат точок підземної мережі. У більшості випадків планові і висотні мережі обробляються роздільно. Обробка підземних маркшейдерських мереж виконується в два етапи. На першому етапі здійснюється попередня обробка результатів вимірювань, у котру входять перевірка журналів кутових і лінійних вимірювань, обчислення виправлень величин. На другому етапі здійснюють урівнювання результатів вимірювань, унаслідок чого одержують остаточні (зрівняні) значення координат точок мережі і значення, що характеризують точність мережі. Застосовують строгі (за методом найменших квадратів) і нестрогі методи урівнювання. Обробка мереж здійснюється на ЕОМ. У цьому випадку кращими виявляються строгі способи урівнювання.